# نجد الحمرة (جبلة)

تعديل مصدري - تعديل

نجد الحمرة محلة تابعة لقرية مدارة، التابعة لعزلة الشهلي بمديرية جبلة إحدى مديريات محافظة إب في الجمهورية اليمنية، بلغ تعداد سكانها 29 حسب تعداد اليمن لعام 2004.